# MTN Group
MTN Group Limited (dawniej M-Cell) – międzynarodowe przedsiębiorstwo telekomunikacyjne z siedzibą w Johannesburgu.
Przedsiębiorstwo zostało założone w 1994 roku jako M-Cell.